# Шахта имени 50-летия Октябрьской революции
Шахта имени 50-летия Октябрьской революции (до 1967 — шахта № 22) — ныне нефункционирующее угледобывающее предприятие в городе Караганде. В 1980-е годы — одна из крупнейших шахт Карагандинского угольного бассейна. Располагалась в черте города, в 1,5 километрах к северо-западу от жилого района Новый город Караганды, на территории Кировского района (ныне в составе Октябрьского района). Входила в состав треста «Ленинуголь», в 1970-м вошедшего в состав комбината «Карагандауголь».

## История

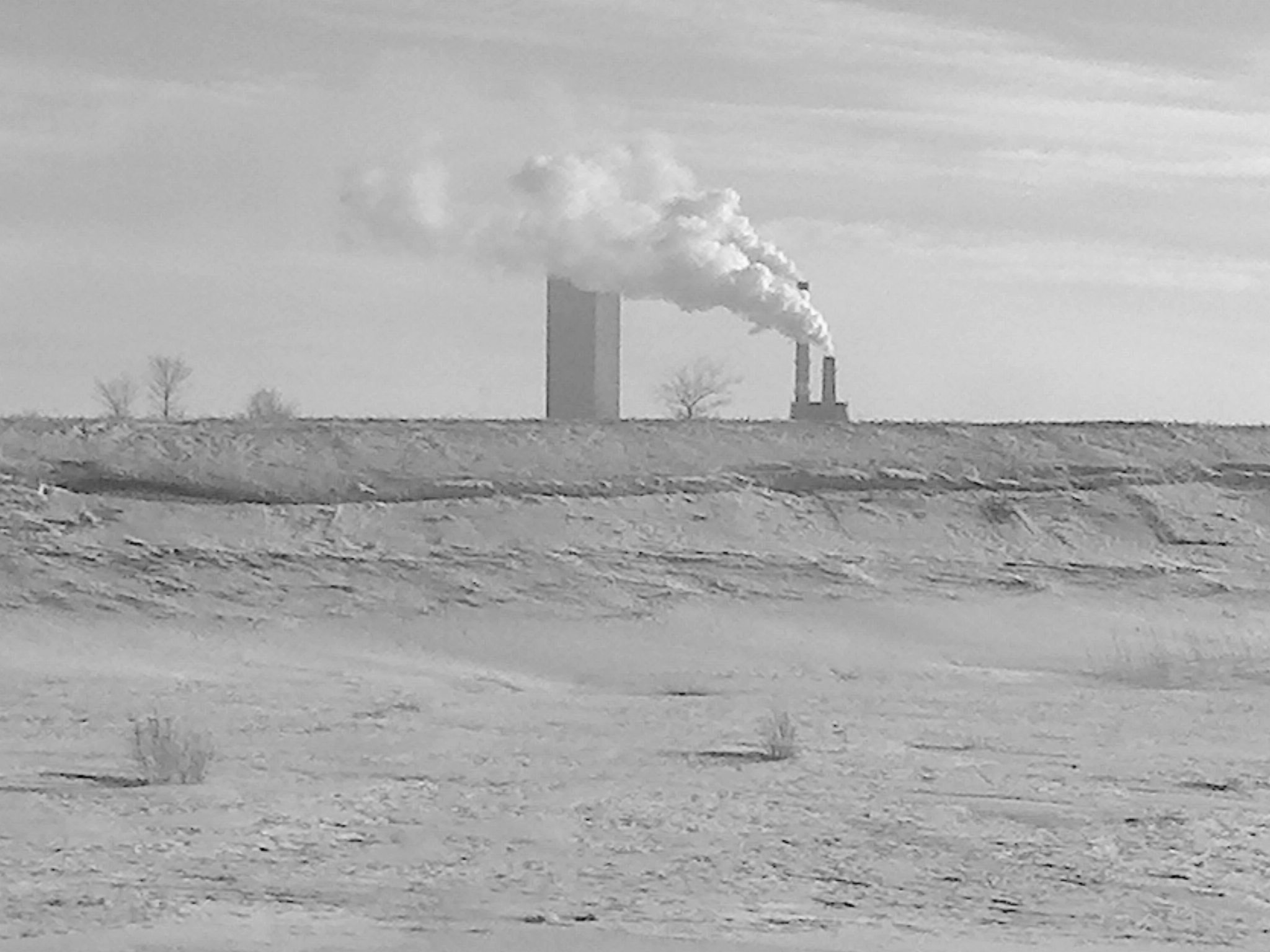
Копер шахты и трубы ТЭЦ-1

Технический проект был разработан институтом «Карагандагипрошахт». При сдаче в эксплуатацию в 1959 году проектная мощность составляла 1,5 миллиона тонн угля в год. Для централизованного отопления стволов шахт № 22, 37 и 38 и снабжения их электроэнергией при шахте была построена теплоэлектроцентраль, изначально проектировавшаяся как котельная, и получившая название ТЭЦ шахты № 22, а позже — Карагандинская ТЭЦ-1. В 1968 в состав предприятия вошла шахта № 37, а в 1970-м шахта № 38.
В 1970-х годах при П. М. Трухине — главе производственного объединения «Карагандауголь», была осуществлена реконструкция шахты. Реконструкция продолжалась до 1984 года.
В декабре 1961 года на поле шахты впервые в мировой практике был внедрён способ заблаговременной дегазации угольных месторождений путём гидравлического расчленения свит. В угольных пластах с поверхности пробуривались вертикальные скважины, после чего через них извлекался метан. Эта технология была разработана профессором Московского горного института, карагандинцем Н. В. Ножкиным.
Издавалась многотиражная газета «За уголь» (с 1942).

### Аварии
- 1982, 23 декабря — взрыв метана, погибли 42 человека[5].
- 1983, 28 января — взрыв метановоздушной смеси, погибло более 30 человек[5], несколько человек до сих пор числятся пропавшими без вести[6].
- 1983, 13 мая — взрыв метана, погибло 11 человек.

## Описание
В 1980-х годовая мощность составляла 4 миллиона тонн. В состав шахты входили 2 углеобогатительные фабрики мощностью 1,4 и 1,2 миллионов тонн в год. Шахтное поле, площадью 21 км², вскрыто 12 вертикальными стволами сечением 5—6 м² каждый. Глубина основного ствола — 595 м. Шахта разрабатывала пласты K7 («Замечательный», мощность пласта — 1,9-2,2 м), K10 («Феликс», 4,3-4,7 м), K12 («Верхняя Марианна», 8,4 м), K13 (1,8 м), K14 (1,65 м) и K18 (1,1-1,5 м).
Шахта сверхкатегорийная по газу метану, опасна по пыли. Протяжённость выработок на 1985 год: горизонтальных — 137,029 км, наклонных — 61,535 км, вертикальных — 5,024 км. Выработка проводилась буровзрывным способом. Погрузка горной массы производилась породопогрузочной машиной 1ППМ-3,5. 9 очистных забоев оборудовались механизированными комплексами КМ-130 (производства ПО «Каргормаш»), КМ-81Э, КМ-87УМВ, 1МКМ (УМЗ) и «Пиома» польского производства. Крепь — железобетонная, металлическая и деревянная. Схема подготовки шахтного поля — подэтажная. Система разработки — длинными столбами по простиранию и падению. Подъём угля и горных пород осуществлялся скиповыми подъёмниками, из очистных забоев — конвейерами. Транспортировка угля и материалов производилась монорельсовыми подвесными дорогами, шахтные электровозы типа 13АРП, 2АМ8Д, 5АРП. Водоприток в шахту 198 м³/час, откачка комбинированная, посредством насосов ЦНС 300—600 и ЦНС 300—700. Проветривание шахты осуществлялось осевыми и центробежными вентиляторами главного проветривания.
Добыча (1985) — 3,194 млн тонн угля.
Близкое соседство шахты с городом даёт знать о себе. Добыча угля под Новым городом во времена СССР вызвала проседание почвы, несмотря на то, что она велась с закладкой выработанного пространства. Для предотвращения появления трещин в домах, строения скрепляли стяжками.

## Закрытие

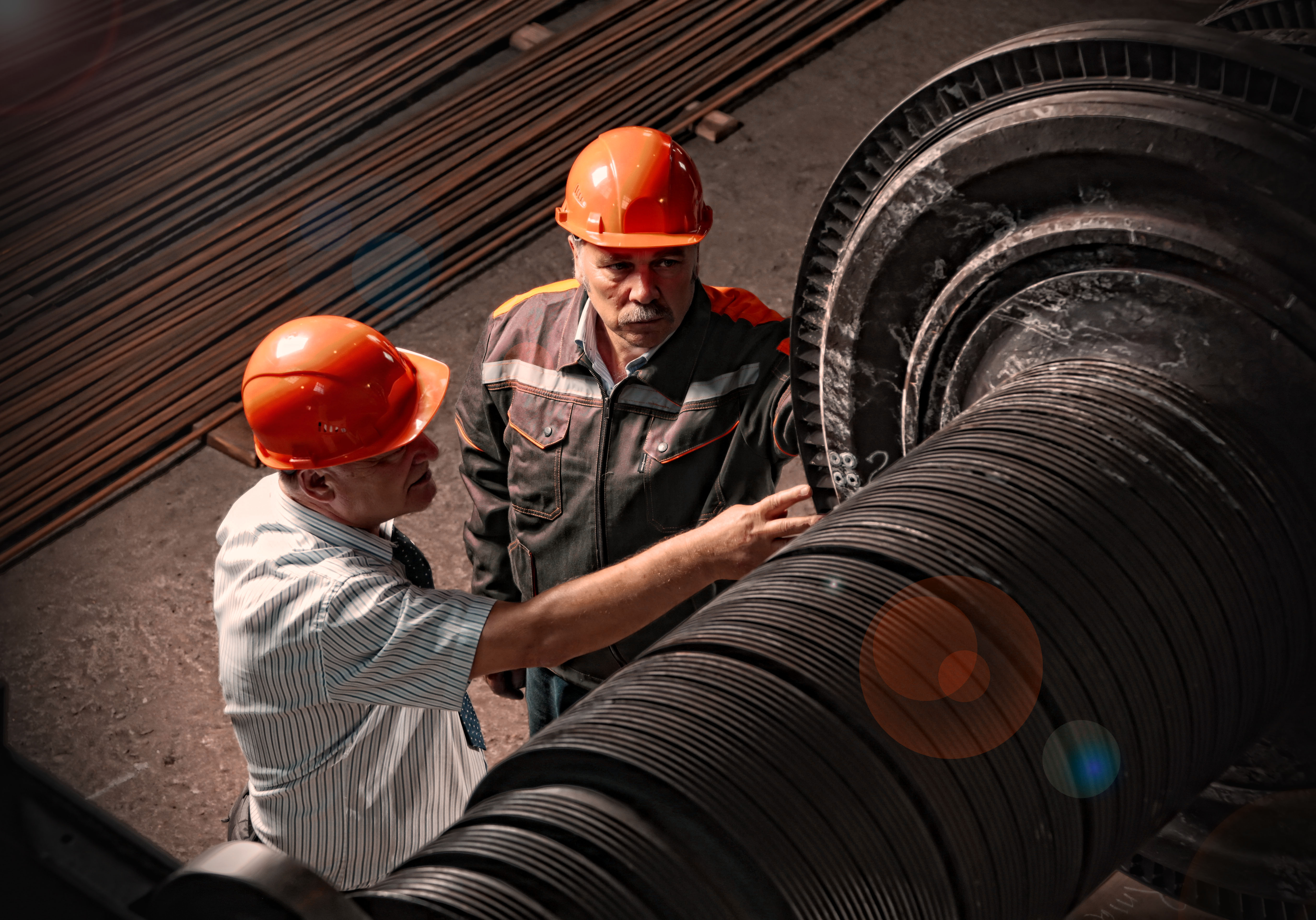
Ныне на территории шахты располагается Карагандинский турбомеханический завод

Неритмичная, небезопасная и чаще сезонная работа предприятий АООТ «Карагандакомир» способствовала подземным пожарам и взрывам метана. Для предупреждения вероятных катастроф и аварий с непредсказуемыми последствиями 29 сентября 1999 года правительством было принято постановление «О дальнейшем закрытии нерентабельных шахт Карагандинского угольного бассейна». Согласно постановлению предусматривалось выполнение технических мероприятий по закрытию ряда шахт, в числе которых оказалась и шахта имени 50-летия Октябрьской революции. Выполнение работ по демонтажу оборудования и консервации было поручено РГСП «Карагандаликвидшахт».

## Персоналии

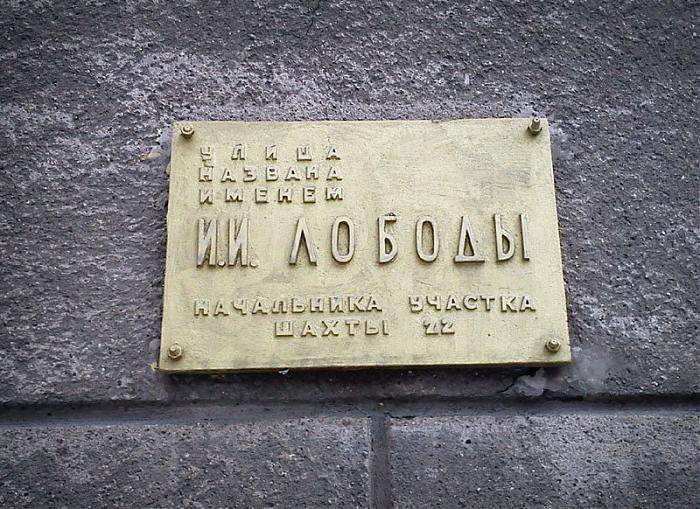
Мемориальная доска памяти И. И. Лободы

- Курпебаев, Касым Нургалиевич (род. 1931) — Герой Социалистического Труда (1973), начальник участка[9].
- Обухов, Дмитрий Иванович (1906—1977) — Герой Социалистического Труда (1948, звание получил, работая на шахте № 20)[10].
- Сериков, Аскар (1927—2007) — Герой Социалистического Труда (1971), машинист горно-выемочных машин[11].
- Тонкошкур, Владимир Корнеевич (род. 1931) — Герой Социалистического Труда (1976), начальник участка[12].
- Хайруллин, Галиулла (1909—2004) — Герой Социалистического Труда (1948, звание получил, работая на шахте № 64)[13].

Начальником участка шахты № 22 был Игорь Иванович Лобода́ (1927—1965), погибший при спасении горняков и ликвидации аварии в шахте. Посмертно награждён орденом Ленина, в его честь в Караганде названа улица (бывший Дворцовый проезд).
Одним из директоров шахты в период с 1983 по 1992 был будущий аким Карагандинской области, вице-министр энергетики Республики Казахстан Пётр Петрович Нефёдов.

## Награды
В 1967 году шахте передали на вечное хранение Красное Знамя ЦК Компартии Казахстана, Совета Министров КазССР, Казсовпрофа.